# O Gran Camiño 2024
La 3.ª edición de la competición ciclista O Gran Camiño fue una carrera de ciclismo en ruta por etapas que se celebró entre el 22 y el 25 de febrero de 2024 en España con inicio en la ciudad de La Coruña y final en la localidad de Tuy, sobre una distancia total de 497,3 km.
La carrera formó parte del UCI Europe Tour 2024, calendario ciclístico de los Circuitos Continentales UCI, dentro de la categoría 2.1. El vencedor fue el danés Jonas Vingegaard del Visma | Lease a Bike, quien estuvo acompañado en el podio por el francés Lenny Martinez del Groupama-FDJ y el colombiano Egan Bernal del INEOS Grenadiers, segundo y tercer clasificado respectivamente.

## Equipos participantes
Tomaron parte en la carrera 17 equipos: 6 de categoría UCI WorldTeam invitados por la organización, 6 de categoría UCI ProTeam y 5 de categoría Continental. Formaron así un pelotón de 118 ciclistas de los que acabaron 87. Los equipos participantes fueron:
| WorldTeams (6)- Arkéa-B&B Hotels - EF Education-EasyPost - Groupama-FDJ - Ineos Grenadiers - Movistar Team - Team Visma \| Lease a Bike ProTeams (6)- Burgos-BH - Caja Rural-Seguros RGA - Equipo Kern Pharma - Euskaltel-Euskadi - Q36.5 Pro Cycling Team - Polti Kometa Equipos continentales (5)- AP Hotels & Resorts-Tavira-SC Farense - Efapel Cycling - Illes Balears Arabay Cycling - Sabgal / Anicolor - Tavfer-Ovos Matinados-Mortágua |
| |

## Recorrido
El O Gran Camiño dispuso de cuatro etapas dividido en dos etapas de media montaña, una de montaña y una contrarreloj individual para un recorrido total de 497,3 kilómetros.
| Etapa     | Fecha     | Recorrido                              | type | Distancia (km) | Desnivel (m) | Ganador          | Líder            |
| --------- | --------- | -------------------------------------- | ---- | -------------- | ------------ | ---------------- | ---------------- |
| 1.ª etapa | 22 de feb | La Coruña – La Coruña                  |      | 14,8           | 176 m        | Joshua Tarling   | Joshua Tarling   |
| 2.ª etapa | 23 de feb | Taboada – Chantada                     |      | 151,2          | 2759 m       | Jonas Vingegaard | Jonas Vingegaard |
| 3.ª etapa | 24 de feb | Ginzo de Limia – Castillo de Ribadavia |      | 173,2          | 2318 m       | Jonas Vingegaard | Jonas Vingegaard |
| 4.ª etapa | 25 de feb | Puenteareas – Tuy                      |      | 132            | 3290 m       | Jonas Vingegaard | Jonas Vingegaard |

## 1.ª etapa
| La Coruña - La Coruña |  | (14,8 km) |

| \| Clasificación de la etapa \| Clasificación de la etapa \| Clasificación de la etapa \| Clasificación de la etapa \| Clasificación de la etapa \| \| Ciclista \| Ciclista \| Equipo \| Tiempo \| \| \| ------------------------- \| ------------------------- \| -------------------------- \| ------------------------- \| ------------------------- \| \| 1.º \| Joshua Tarling \| Ineos Grenadiers \| 18 min 21 s \| \| \| 2.º \| Darren Rafferty \| EF Education-EasyPost \| + 42 s \| \| \| 3.º \| Pablo Castrillo \| Equipo Kern Pharma \| + 48 s \| \| \| 4.º \| William Barta \| Movistar Team \| + 55 s \| \| \| 5.º \| Xabier Mikel Azparren \| Q36.5 Pro Cycling Team \| + 58 s \| \| \| 6.º \| Wilco Kelderman \| Team Visma \\| Lease a Bike \| + 1 min 02 s \| \| \| 7.º \| Raúl García Pierna \| Arkéa-B&B Hotels \| + 1 min 05 s \| \| \| 8.º \| Andrea Piccolo \| EF Education-EasyPost \| + 1 min 09 s \| \| \| 9.º \| Carlos Canal \| Movistar Team \| + 1 min 09 s \| \| \| 10.º \| Michał Kwiatkowski \| Ineos Grenadiers \| + 1 min 14 s \| \| |                       |                            |              |
| |                       |                            |              |
| Fuente: ProCyclingStats |                       |                            |              |
| Clasificación de la etapa |                       |                            |              |
| Ciclista | Ciclista              | Equipo                     | Tiempo       |
| 1.º | Joshua Tarling        | Ineos Grenadiers           | 18 min 21 s  |
| 2.º | Darren Rafferty       | EF Education-EasyPost      | + 42 s       |
| 3.º | Pablo Castrillo       | Equipo Kern Pharma         | + 48 s       |
| 4.º | William Barta         | Movistar Team              | + 55 s       |
| 5.º | Xabier Mikel Azparren | Q36.5 Pro Cycling Team     | + 58 s       |
| 6.º | Wilco Kelderman       | Team Visma \| Lease a Bike | + 1 min 02 s |
| 7.º | Raúl García Pierna    | Arkéa-B&B Hotels           | + 1 min 05 s |
| 8.º | Andrea Piccolo        | EF Education-EasyPost      | + 1 min 09 s |
| 9.º | Carlos Canal          | Movistar Team              | + 1 min 09 s |
| 10.º | Michał Kwiatkowski    | Ineos Grenadiers           | + 1 min 14 s |

| \| Clasificación general \| Clasificación general \| Clasificación general \| Clasificación general \| Clasificación general \| \| Ciclista \| Ciclista \| Equipo \| Tiempo \| \| \| --------------------- \| --------------------- \| --------------------- \| --------------------- \| --------------------- \| |          |        |        |
| |          |        |        |
| Fuente: ProCyclingStats |          |        |        |
| Clasificación general |          |        |        |
| Ciclista | Ciclista | Equipo | Tiempo |

### 2.ª etapa
| Taboada - Chantada |  | (151,2 km) |

| \| Clasificación de la etapa \| Clasificación de la etapa \| Clasificación de la etapa \| Clasificación de la etapa \| Clasificación de la etapa \| \| Ciclista \| Ciclista \| Equipo \| Tiempo \| \| \| ------------------------- \| ------------------------- \| ---------------------------- \| ------------------------- \| ------------------------- \| \| 1.º \| Jonas Vingegaard \| Team Visma \\| Lease a Bike \| 3 h 50 min 03 s \| \| \| 2.º \| Egan Bernal \| Ineos Grenadiers \| + 24 s \| \| \| 3.º \| Jefferson Cepeda \| Caja Rural-Seguros RGA \| + 24 s \| \| \| 4.º \| Cian Uijtdebroeks \| Team Visma \\| Lease a Bike \| + 40 s \| \| \| 5.º \| Lenny Martinez \| Groupama-FDJ \| + 40 s \| \| \| 6.º \| Alex Molenaar \| Illes Balears Arabay Cycling \| + 46 s \| \| \| 7.º \| Quentin Pacher \| Groupama-FDJ \| + 46 s \| \| \| 8.º \| Matteo Fabbro \| Team Polti Kometa \| + 46 s \| \| \| 9.º \| Raúl García Pierna \| Arkéa-B&B Hotels \| + 46 s \| \| \| 10.º \| Richard Carapaz \| EF Education-EasyPost \| + 46 s \| \| |                    |                              |                 |
| |                    |                              |                 |
| Fuente: ProCyclingStats |                    |                              |                 |
| Clasificación de la etapa |                    |                              |                 |
| Ciclista | Ciclista           | Equipo                       | Tiempo          |
| 1.º | Jonas Vingegaard   | Team Visma \| Lease a Bike   | 3 h 50 min 03 s |
| 2.º | Egan Bernal        | Ineos Grenadiers             | + 24 s          |
| 3.º | Jefferson Cepeda   | Caja Rural-Seguros RGA       | + 24 s          |
| 4.º | Cian Uijtdebroeks  | Team Visma \| Lease a Bike   | + 40 s          |
| 5.º | Lenny Martinez     | Groupama-FDJ                 | + 40 s          |
| 6.º | Alex Molenaar      | Illes Balears Arabay Cycling | + 46 s          |
| 7.º | Quentin Pacher     | Groupama-FDJ                 | + 46 s          |
| 8.º | Matteo Fabbro      | Team Polti Kometa            | + 46 s          |
| 9.º | Raúl García Pierna | Arkéa-B&B Hotels             | + 46 s          |
| 10.º | Richard Carapaz    | EF Education-EasyPost        | + 46 s          |

| \| Clasificación general \| Clasificación general \| Clasificación general \| Clasificación general \| Clasificación general \| \| Ciclista \| Ciclista \| Equipo \| Tiempo \| \| \| --------------------- \| --------------------- \| ---------------------------- \| --------------------- \| --------------------- \| \| 1.º \| Jonas Vingegaard \| Team Visma \\| Lease a Bike \| 3 h 49 min 53 s \| \| \| 2.º \| Egan Bernal \| Ineos Grenadiers \| + 28 s \| \| \| 3.º \| Jefferson Cepeda \| Caja Rural-Seguros RGA \| + 30 s \| \| \| 4.º \| Cian Uijtdebroeks \| Team Visma \\| Lease a Bike \| + 50 s \| \| \| 5.º \| Lenny Martinez \| Groupama-FDJ \| + 50 s \| \| \| 6.º \| Ruben Guerreiro \| Movistar Team \| + 53 s \| \| \| 7.º \| Alex Molenaar \| Illes Balears Arabay Cycling \| + 54 s \| \| \| 8.º \| Raúl García Pierna \| Arkéa-B&B Hotels \| + 55 s \| \| \| 9.º \| Quentin Pacher \| Groupama-FDJ \| + 56 s \| \| \| 10.º \| Matteo Fabbro \| Team Polti Kometa \| + 56 s \| \| |                    |                              |                 |
| |                    |                              |                 |
| Fuente: ProCyclingStats |                    |                              |                 |
| Clasificación general |                    |                              |                 |
| Ciclista | Ciclista           | Equipo                       | Tiempo          |
| 1.º | Jonas Vingegaard   | Team Visma \| Lease a Bike   | 3 h 49 min 53 s |
| 2.º | Egan Bernal        | Ineos Grenadiers             | + 28 s          |
| 3.º | Jefferson Cepeda   | Caja Rural-Seguros RGA       | + 30 s          |
| 4.º | Cian Uijtdebroeks  | Team Visma \| Lease a Bike   | + 50 s          |
| 5.º | Lenny Martinez     | Groupama-FDJ                 | + 50 s          |
| 6.º | Ruben Guerreiro    | Movistar Team                | + 53 s          |
| 7.º | Alex Molenaar      | Illes Balears Arabay Cycling | + 54 s          |
| 8.º | Raúl García Pierna | Arkéa-B&B Hotels             | + 55 s          |
| 9.º | Quentin Pacher     | Groupama-FDJ                 | + 56 s          |
| 10.º | Matteo Fabbro      | Team Polti Kometa            | + 56 s          |

### 3.ª etapa
| Ginzo de Limia - Castillo de Ribadavia |  | (173,2 km) |

| \| Clasificación de la etapa \| Clasificación de la etapa \| Clasificación de la etapa \| Clasificación de la etapa \| Clasificación de la etapa \| \| Ciclista \| Ciclista \| Equipo \| Tiempo \| \| \| ------------------------- \| ------------------------- \| -------------------------- \| ------------------------- \| ------------------------- \| \| 1.º \| Jonas Vingegaard \| Team Visma \\| Lease a Bike \| 4 h 03 min 14 s \| \| \| 2.º \| Carlos Canal \| Movistar Team \| + 29 s \| \| \| 3.º \| Quentin Pacher \| Groupama-FDJ \| + 29 s \| \| \| 4.º \| Gotzon Martín \| Euskaltel-Euskadi \| + 29 s \| \| \| 5.º \| Thomas Silva \| Caja Rural-Seguros RGA \| + 29 s \| \| \| 6.º \| Joan Bou \| Euskaltel-Euskadi \| + 29 s \| \| \| 7.º \| David Gaudu \| Groupama-FDJ \| + 29 s \| \| \| 8.º \| Gianluca Brambilla \| Q36.5 Pro Cycling Team \| + 29 s \| \| \| 9.º \| Raúl García Pierna \| Arkéa-B&B Hotels \| + 29 s \| \| \| 10.º \| Ruben Guerreiro \| Movistar Team \| + 29 s \| \| |                    |                            |                 |
| |                    |                            |                 |
| Fuente: ProCyclingStats |                    |                            |                 |
| Clasificación de la etapa |                    |                            |                 |
| Ciclista | Ciclista           | Equipo                     | Tiempo          |
| 1.º | Jonas Vingegaard   | Team Visma \| Lease a Bike | 4 h 03 min 14 s |
| 2.º | Carlos Canal       | Movistar Team              | + 29 s          |
| 3.º | Quentin Pacher     | Groupama-FDJ               | + 29 s          |
| 4.º | Gotzon Martín      | Euskaltel-Euskadi          | + 29 s          |
| 5.º | Thomas Silva       | Caja Rural-Seguros RGA     | + 29 s          |
| 6.º | Joan Bou           | Euskaltel-Euskadi          | + 29 s          |
| 7.º | David Gaudu        | Groupama-FDJ               | + 29 s          |
| 8.º | Gianluca Brambilla | Q36.5 Pro Cycling Team     | + 29 s          |
| 9.º | Raúl García Pierna | Arkéa-B&B Hotels           | + 29 s          |
| 10.º | Ruben Guerreiro    | Movistar Team              | + 29 s          |

| \| Clasificación general \| Clasificación general \| Clasificación general \| Clasificación general \| Clasificación general \| \| Ciclista \| Ciclista \| Equipo \| Tiempo \| \| \| --------------------- \| --------------------- \| -------------------------- \| --------------------- \| --------------------- \| \| 1.º \| Jonas Vingegaard \| Team Visma \\| Lease a Bike \| 7 h 52 min 51 s \| \| \| 2.º \| Egan Bernal \| Ineos Grenadiers \| + 1 min 13 s \| \| \| 3.º \| Jefferson Cepeda \| Caja Rural-Seguros RGA \| + 1 min 15 s \| \| \| 4.º \| Cian Uijtdebroeks \| Team Visma \\| Lease a Bike \| + 1 min 35 s \| \| \| 5.º \| Lenny Martinez \| Groupama-FDJ \| + 1 min 35 s \| \| \| 6.º \| Quentin Pacher \| Groupama-FDJ \| + 1 min 37 s \| \| \| 7.º \| Ruben Guerreiro \| Movistar Team \| + 1 min 38 s \| \| \| 8.º \| Raúl García Pierna \| Arkéa-B&B Hotels \| + 1 min 40 s \| \| \| 9.º \| Richard Carapaz \| EF Education-EasyPost \| + 1 min 40 s \| \| \| 10.º \| David Gaudu \| Groupama-FDJ \| + 1 min 41 s \| \| |                    |                            |                 |
| |                    |                            |                 |
| Fuente: ProCyclingStats |                    |                            |                 |
| Clasificación general |                    |                            |                 |
| Ciclista | Ciclista           | Equipo                     | Tiempo          |
| 1.º | Jonas Vingegaard   | Team Visma \| Lease a Bike | 7 h 52 min 51 s |
| 2.º | Egan Bernal        | Ineos Grenadiers           | + 1 min 13 s    |
| 3.º | Jefferson Cepeda   | Caja Rural-Seguros RGA     | + 1 min 15 s    |
| 4.º | Cian Uijtdebroeks  | Team Visma \| Lease a Bike | + 1 min 35 s    |
| 5.º | Lenny Martinez     | Groupama-FDJ               | + 1 min 35 s    |
| 6.º | Quentin Pacher     | Groupama-FDJ               | + 1 min 37 s    |
| 7.º | Ruben Guerreiro    | Movistar Team              | + 1 min 38 s    |
| 8.º | Raúl García Pierna | Arkéa-B&B Hotels           | + 1 min 40 s    |
| 9.º | Richard Carapaz    | EF Education-EasyPost      | + 1 min 40 s    |
| 10.º | David Gaudu        | Groupama-FDJ               | + 1 min 41 s    |

### 4.ª etapa
| Puenteareas - Tuy |  | (132 km) |

| \| Clasificación de la etapa \| Clasificación de la etapa \| Clasificación de la etapa \| Clasificación de la etapa \| Clasificación de la etapa \| \| Ciclista \| Ciclista \| Equipo \| Tiempo \| \| \| ------------------------- \| ------------------------- \| -------------------------- \| ------------------------- \| ------------------------- \| \| 1.º \| Jonas Vingegaard \| Team Visma \\| Lease a Bike \| 3 h 27 min 20 s \| \| \| 2.º \| Lenny Martinez \| Groupama-FDJ \| + 16 s \| \| \| 3.º \| Hugh Carthy \| EF Education-EasyPost \| + 45 s \| \| \| 4.º \| Egan Bernal \| Ineos Grenadiers \| + 48 s \| \| \| 5.º \| Jefferson Cepeda \| Caja Rural-Seguros RGA \| + 49 s \| \| \| 6.º \| Cian Uijtdebroeks \| Team Visma \\| Lease a Bike \| + 57 s \| \| \| 7.º \| Javier Romo \| Movistar Team \| + 1 min 04 s \| \| \| 8.º \| Matteo Fabbro \| Team Polti Kometa \| + 1 min 10 s \| \| \| 9.º \| Quentin Pacher \| Groupama-FDJ \| + 1 min 11 s \| \| \| 10.º \| Raúl García Pierna \| Arkéa-B&B Hotels \| + 1 min 11 s \| \| |                    |                            |                 |
| |                    |                            |                 |
| Fuente: ProCyclingStats |                    |                            |                 |
| Clasificación de la etapa |                    |                            |                 |
| Ciclista | Ciclista           | Equipo                     | Tiempo          |
| 1.º | Jonas Vingegaard   | Team Visma \| Lease a Bike | 3 h 27 min 20 s |
| 2.º | Lenny Martinez     | Groupama-FDJ               | + 16 s          |
| 3.º | Hugh Carthy        | EF Education-EasyPost      | + 45 s          |
| 4.º | Egan Bernal        | Ineos Grenadiers           | + 48 s          |
| 5.º | Jefferson Cepeda   | Caja Rural-Seguros RGA     | + 49 s          |
| 6.º | Cian Uijtdebroeks  | Team Visma \| Lease a Bike | + 57 s          |
| 7.º | Javier Romo        | Movistar Team              | + 1 min 04 s    |
| 8.º | Matteo Fabbro      | Team Polti Kometa          | + 1 min 10 s    |
| 9.º | Quentin Pacher     | Groupama-FDJ               | + 1 min 11 s    |
| 10.º | Raúl García Pierna | Arkéa-B&B Hotels           | + 1 min 11 s    |

## Clasificaciones finales
- Las clasificaciones finalizaron de la siguiente forma:[5]

### Clasificación general
| \| Clasificación general \| Clasificación general \| Clasificación general \| Clasificación general \| Clasificación general \| \| Ciclista \| Ciclista \| Equipo \| Tiempo \| \| \| --------------------- \| --------------------- \| -------------------------- \| --------------------- \| --------------------- \| \| 1.º \| Jonas Vingegaard \| Team Visma \\| Lease a Bike \| 11 h 20 min 01 s \| \| \| 2.º \| Lenny Martinez \| Groupama-FDJ \| + 1 min 55 s \| \| \| 3.º \| Egan Bernal \| Ineos Grenadiers \| + 2 min 11 s \| \| \| 4.º \| Jefferson Cepeda \| Caja Rural-Seguros RGA \| + 2 min 14 s \| \| \| 5.º \| Cian Uijtdebroeks \| Team Visma \\| Lease a Bike \| + 2 min 42 s \| \| \| 6.º \| Hugh Carthy \| EF Education-EasyPost \| + 2 min 42 s \| \| \| 7.º \| Quentin Pacher \| Groupama-FDJ \| + 2 min 58 s \| \| \| 8.º \| Ruben Guerreiro \| Movistar Team \| + 2 min 59 s \| \| \| 9.º \| Raúl García Pierna \| Arkéa-B&B Hotels \| + 3 min 01 s \| \| \| 10.º \| Matteo Fabbro \| Team Polti Kometa \| + 3 min 01 s \| \| |                    |                            |                  |
| |                    |                            |                  |
| Fuente: ProCyclingStats |                    |                            |                  |
| Clasificación general |                    |                            |                  |
| Ciclista | Ciclista           | Equipo                     | Tiempo           |
| 1.º | Jonas Vingegaard   | Team Visma \| Lease a Bike | 11 h 20 min 01 s |
| 2.º | Lenny Martinez     | Groupama-FDJ               | + 1 min 55 s     |
| 3.º | Egan Bernal        | Ineos Grenadiers           | + 2 min 11 s     |
| 4.º | Jefferson Cepeda   | Caja Rural-Seguros RGA     | + 2 min 14 s     |
| 5.º | Cian Uijtdebroeks  | Team Visma \| Lease a Bike | + 2 min 42 s     |
| 6.º | Hugh Carthy        | EF Education-EasyPost      | + 2 min 42 s     |
| 7.º | Quentin Pacher     | Groupama-FDJ               | + 2 min 58 s     |
| 8.º | Ruben Guerreiro    | Movistar Team              | + 2 min 59 s     |
| 9.º | Raúl García Pierna | Arkéa-B&B Hotels           | + 3 min 01 s     |
| 10.º | Matteo Fabbro      | Team Polti Kometa          | + 3 min 01 s     |

### Clasificación de la montaña
| Clasificación de la montaña | Clasificación de la montaña | Clasificación de la montaña | Clasificación de la montaña | Clasificación de la montaña |
| Ciclista                    | Ciclista                    | Equipo                      | Puntos                      |                             |
| --------------------------- | --------------------------- | --------------------------- | --------------------------- | --------------------------- |
| 1.º                         | Jonas Vingegaard            | Team Visma \| Lease a Bike  | 19 pts                      |                             |
| 2.º                         | David de la Cruz            | Q36.5 Pro Cycling Team      | 9 pts                       |                             |
| 3.º                         | José Manuel Díaz Gallego    | Burgos-BH                   | 6 pts                       |                             |
| 4.º                         | Lenny Martinez              | Groupama-FDJ                | 6 pts                       |                             |
| 5.º                         | Walter Calzoni              | Q36.5 Pro Cycling Team      | 5 pts                       |                             |
| 6.º                         | Xabier Mikel Azparren       | Q36.5 Pro Cycling Team      | 5 pts                       |                             |
| 7.º                         | Egan Bernal                 | Ineos Grenadiers            | 5 pts                       |                             |
| 8.º                         | Hugh Carthy                 | EF Education-EasyPost       | 4 pts                       |                             |
| 9.º                         | Frederico Figueiredo        | Sabgal-Anicolor             | 4 pts                       |                             |
| 10.º                        | Wilco Kelderman             | Team Visma \| Lease a Bike  | 3 pts                       |                             |

### Clasificación de los puntos
| Clasificación por puntos | Clasificación por puntos | Clasificación por puntos   | Clasificación por puntos | Clasificación por puntos |
| Ciclista                 | Ciclista                 | Equipo                     | Puntos                   |                          |
| ------------------------ | ------------------------ | -------------------------- | ------------------------ | ------------------------ |
| 1.º                      | Jonas Vingegaard         | Team Visma \| Lease a Bike | 100 pts                  |                          |
| 2.º                      | Egan Bernal              | Ineos Grenadiers           | 49 pts                   |                          |
| 3.º                      | Quentin Pacher           | Groupama-FDJ               | 44 pts                   |                          |
| 4.º                      | Jefferson Cepeda         | Caja Rural-Seguros RGA     | 43 pts                   |                          |
| 5.º                      | Lenny Martinez           | Groupama-FDJ               | 42 pts                   |                          |
| 6.º                      | Cian Uijtdebroeks        | Team Visma \| Lease a Bike | 37 pts                   |                          |
| 7.º                      | Carlos Canal             | Movistar Team              | 31 pts                   |                          |
| 8.º                      | Hugh Carthy              | EF Education-EasyPost      | 26 pts                   |                          |
| 9.º                      | Raúl García Pierna       | Arkéa-B&B Hotels           | 26 pts                   |                          |
| 10.º                     | Ruben Guerreiro          | Movistar Team              | 24 pts                   |                          |

### Clasificación de los jóvenes
| Clasificación del mejor joven | Clasificación del mejor joven | Clasificación del mejor joven | Clasificación del mejor joven | Clasificación del mejor joven |
| Ciclista                      | Ciclista                      | Equipo                        | Tiempo                        |                               |
| ----------------------------- | ----------------------------- | ----------------------------- | ----------------------------- | ----------------------------- |
| 1.º                           | Lenny Martinez                | Groupama-FDJ                  | 11 h 21 min 56 s              |                               |
| 2.º                           | Cian Uijtdebroeks             | Team Visma \| Lease a Bike    | + 47 s                        |                               |
| 3.º                           | Raúl García Pierna            | Arkéa-B&B Hotels              | + 1 min 06 s                  |                               |
| 4.º                           | Carlos Canal                  | Movistar Team                 | + 2 min 20 s                  |                               |
| 5.º                           | Thomas Silva                  | Caja Rural-Seguros RGA        | + 2 min 28 s                  |                               |
| 6.º                           | Darren Rafferty               | EF Education-EasyPost         | + 3 min 19 s                  |                               |
| 7.º                           | Reuben Thompson               | Groupama-FDJ                  | + 5 min 56 s                  |                               |
| 8.º                           | Enzo Paleni                   | Groupama-FDJ                  | + 8 min 49 s                  |                               |
| 9.º                           | Ben Tulett                    | Team Visma \| Lease a Bike    | + 10 min 29 s                 |                               |
| 10.º                          | Carlos Rodríguez              | Ineos Grenadiers              | + 10 min 40 s                 |                               |

### Clasificación por equipos
| Clasificación por equipos | Clasificación por equipos  | Clasificación por equipos | Clasificación por equipos |
| Equipo                    | Equipo                     | Tiempo                    |                           |
| ------------------------- | -------------------------- | ------------------------- | ------------------------- |
| 1.º                       | Team Visma \| Lease a Bike | 34 h 07 min 38 s          |                           |
| 2.º                       | Groupama-FDJ               | + 1 min 55 s              |                           |
| 3.º                       | EF Education-EasyPost      | + 3 min 34 s              |                           |
| 4.º                       | Movistar Team              | + 5 min 44 s              |                           |
| 5.º                       | Euskaltel-Euskadi          | + 7 min 12 s              |                           |
| 6.º                       | Caja Rural-Seguros RGA     | + 12 min 12 s             |                           |
| 7.º                       | Ineos Grenadiers           | + 13 min 31 s             |                           |
| 8.º                       | Q36.5 Pro Cycling Team     | + 22 min 03 s             |                           |
| 9.º                       | Equipo Kern Pharma         | + 29 min 46 s             |                           |
| 10.º                      | Burgos-BH                  | + 30 min 39 s             |                           |

## Evolución de las clasificaciones
| Etapa                   |                         | Ganador _        | Clasificación general | Puntos           | Montaña                  | Jóvenes           | Equipo _                   |
| ----------------------- | ----------------------- | ---------------- | --------------------- | ---------------- | ------------------------ | ----------------- | -------------------------- |
| 1.ª etapa               |                         | Joshua Tarling   | Joshua Tarling        | Joshua Tarling   | Paul Double              | Joshua Tarling    | Ineos Grenadiers           |
| 2.ª etapa               |                         | Jonas Vingegaard | Jonas Vingegaard      | Jonas Vingegaard | José Manuel Díaz Gallego | Cian Uijtdebroeks | Groupama-FDJ               |
| 3.ª etapa               |                         | Jonas Vingegaard | Jonas Vingegaard      | Jonas Vingegaard | Jonas Vingegaard         | Cian Uijtdebroeks | Team Visma \| Lease a Bike |
| 4.ª etapa               |                         | Jonas Vingegaard | Jonas Vingegaard      | Jonas Vingegaard | Jonas Vingegaard         | Lenny Martinez    | Team Visma \| Lease a Bike |
| Clasificaciones finales | Clasificaciones finales |                  | Jonas Vingegaard      | Jonas Vingegaard | Jonas Vingegaard         | Lenny Martinez    | Team Visma \| Lease a Bike |

## Ciclistas participantes y posiciones finales
Convenciones:
- AB-N: Abandono en la etapa "N"
- FLT-N: Retiro por llegada fuera del límite de tiempo en la etapa "N"
- NTS-N: No tomó la salida para la etapa "N"
- DES-N: Descalificado o expulsado en la etapa "N"

## UCI World Ranking
El O Gran Camiño otorgó puntos para el UCI World Ranking para corredores de los equipos en las categorías UCI WorldTeam, UCI ProTeam y Continental. Las siguientes tablas son el baremo de puntuación y los diez corredores que obtuvieron más puntos:
| Posición              | 1.º | 2.º | 3.º | 4.º | 5.º | 6.º | 7.º | 8.º | 9.º | 10.º | 11.º | 12.º | 13.º-15.º | 16.º-25.º |
| Clasificación general | 125 | 85  | 70  | 60  | 50  | 40  | 35  | 30  | 25  | 20   | 15   | 10   | 5         | 3         |
| Por etapa             | 14  | 5   | 3   |     |     |     |     |     |     |      |      |      |           |           |
| Líder                 | 3   |     |     |     |     |     |     |     |     |      |      |      |           |           |

| Clasificación |                    |                        |         |       |       |       |
| Posición      | Ciclista           | Equipo                 | General | Etapa | Líder | Total |
| ------------- | ------------------ | ---------------------- | ------- | ----- | ----- | ----- |
| 1.º           | Jonas Vingegaard   | Visma \| Lease a Bike  | 125     | 42    | 6     | 173   |
| 2.º           | Lenny Martinez     | Groupama-FDJ           | 85      | 5     | -     | 90    |
| 3.º           | Egan Bernal        | INEOS Grenadiers       | 70      | 5     | -     | 75    |
| 4.º           | Jefferson Cepeda   | Caja Rural-Seguros RGA | 60      | 3     | -     | 63    |
| 5.º           | Cian Uijtdebroeks  | Visma \| Lease a Bike  | 50      | -     | -     | 50    |
| 6.º           | Hugh Carthy        | EF Education-EasyPost  | 40      | 3     | -     | 43    |
| 7.º           | Quentin Pacher     | Groupama-FDJ           | 35      | 3     | -     | 38    |
| 8.º           | Ruben Guerreiro    | Movistar               | 30      | -     | -     | 30    |
| 9.º           | Raúl García Pierna | Arkéa-B&B Hotels       | 25      | -     | -     | 25    |
| 10.º          | Matteo Fabbro      | Polti Kometa           | 20      | -     | -     | 20    |